# Diploglena capensis
Diploglena capensis és una espècie d'aranya araneomorf de la família dels capònids (Caponiidae). És endèmica de Sud-àfrica.